# Morti nel 1449
| Questa pagina contiene informazioni ricavate automaticamente dalle voci biografiche con l'ausilio del template Bio e di un bot. L'aggiornamento è periodico e automatico e ricostruisce completamente la pagina. Se manca una persona in questa lista, sei pregato di non aggiungerla, ma accertati piuttosto che la sua voce biografica contenga il template Bio e che i dati anagrafici siano correttamente compilati. Se il template Bio manca, inseriscilo tu stesso o, in alternativa, metti l'avviso {{tmp\|Bio}} che ne segnala la mancanza. Se i dati riportati sono sbagliati, correggi direttamente la voce biografica; le modifiche saranno visibili in questa lista entro pochi giorni. Per chiarimenti vedi il progetto biografie. La lista contiene solo le 48 persone che sono citate nell'enciclopedia e per le quali è stato implementato correttamente il template Bio. Pagina aggiornata al 18 ago 2025. |

- 4 gennaio - Cecilia di Brandeburgo, nobile (n. 1405)
- 21 gennaio - Giovanni Berardi, cardinale e arcivescovo cattolico italiano (n. 1380)
- 21 gennaio - Giovanni de Primis, cardinale, vescovo cattolico e abate italiano
- 2 febbraio - Ibn Hajar al-'Asqalani, giurista arabo (n. 1372)
- 9 marzo - Guglielmo di Flavy, condottiero francese (n. 1398)
- 7 maggio - Alexander di Islay, Conte di Ross, nobile e militare scozzese
- 7 maggio - Puccio Pucci, politico italiano (n. 1389)
- 20 maggio - Pietro d'Aviz, principe (n. 1392)
- 20 maggio - Álvaro Vaz de Almada, I conte di Avranches, militare portoghese
- 1º giugno - Polissena Sforza, nobile (n. 1428)
- 8 luglio - Guido Torelli, nobile e condottiero italiano (n. 1379)
- 19 luglio - Kaspar Schlick, diplomatico tedesco (n. 1396)
- 21 luglio - Sassuolo da Prato, letterato italiano
- 9 agosto - Walter Hungerford, I barone Hungerford, nobile e militare britannico (n. 1378)
- 13 agosto - Ludovico IV del Palatinato, nobile tedesco (n. 1424)
- 19 agosto - Bartholomaeus Texier, religioso francese
- 4 settembre - Luigi Dal Verme, condottiero italiano
- 1º ottobre - Nicola da Forca Palena, religioso italiano (n. 1349)
- 16 ottobre - Francesco Piccinino, condottiero italiano
- 27 ottobre - Uluğ Bek, astronomo e matematico persiano (n. 1394)
- 31 ottobre - Elisabetta di Brandeburgo, principessa (n. 1403)
- 7 novembre - Konrad von Erlichshausen, nobile tedesco
- 19 novembre - Giusto de' Conti, poeta e umanista italiano
- 19 novembre - Cunegonda di Sternberg, nobile boema (n. 1425)
- 9 dicembre - Maria d'Aragona, nobile italiana (n. 1425)
- 20 dicembre - Raimondo Caldora, nobile e condottiero italiano
- 24 dicembre - Walter Bower, storico scozzese
- Arifi, poeta persiano
- Manno Barile, nobile e condottiero italiano (n. 1379)
- Margaret Beaufort, nobile inglese (n. 1409)
- Biagio di Giorgio da Traù, pittore dalmata
- Vitaliano I Borromeo, nobile, banchiere e politico italiano (n. 1390)
- Teodoro Bossi, politico italiano
- Burchiello, poeta italiano (n. 1404)
- Emine Hatun, principessa ottomana
- Filippo Fabri, religioso italiano
- Simonino Ghilini, nobile italiano
- Hüma Hatun, ottomana
- Giorgio Lampugnano, docente italiano
- Pietro Lapini, medico, astrologo e giurista italiano
- Francesco Marerio, vescovo cattolico italiano
- Teodoro III Musachi, condottiero e patriota albanese
- Andreoccio Petrucci, diplomatico, politico e letterato italiano
- Pietro di Giovanni d'Ambrosio, pittore italiano (n. 1410)
- Uberto Strozzi, condottiero italiano
- Jean de La Trémoille, nobile francese (n. 1377)
- Scaramuccia da Forlì, condottiero italiano
- Dolce II dell'Anguillara, condottiero italiano (n. 1401)